# Commidendrum
Commidendrum is een geslacht uit de composietenfamilie (Asteraceae). De soorten komen voor op Sint-Helena.

## Soorten
- Commidendrum robustum (Roxb.) DC.
- Commidendrum rotundifolium (Roxb.) DC.
- Commidendrum rugosum (Aiton) DC.
- Commidendrum spurium (G.Forst.) DC.